# 诺韦·杰克斯
诺韦·杰克斯（英語：Norway Jackes，1881年6月8日—1964年7月8日），加拿大男子赛艇运动员。他曾代表加拿大参加1908年夏季奥林匹克运动会赛艇比赛，获得男子双人单桨无舵手铜牌。